# Commune associée
Die Commune associée ist eine seit 1971 in Frankreich bestehende Form der Verwaltungsgliederung, die es eingemeindeten Kommunen ermöglicht, gewisse Kompetenzen zu behalten. Am 1. Januar 2009 gab es 710 solcher Gemeinden.
Communes associées verfügen über eine eigene Mairie mit eingeschränkten Rechten. Dazu besitzen sie einen eigenen Rat, der dem Maire (Bürgermeister) der gesamten Gemeinde Vorschläge machen darf. Des Weiteren gibt es in den Communes associées ein soziales Zentrum sowie eine Wahleinrichtung.
Eingerichtet wurde diese Möglichkeit der Gemeindefusion mit dem so genannten Loi Marcellin. Die Zahl der Communes associées stieg bis auf 1011 im Jahr 1977. Seither hat ihre Zahl wieder abgenommen.